# Mata de Alcántara (kommunhuvudort)
Mata de Alcántara är en kommunhuvudort i Spanien.   Den ligger i provinsen Provincia de Cáceres och regionen Extremadura, i den västra delen av landet, 280 km väster om huvudstaden Madrid. Mata de Alcántara ligger 336 meter över havet och antalet invånare är 315.
Terrängen runt Mata de Alcántara är platt åt sydost, men åt nordväst är den kuperad. Runt Mata de Alcántara är det mycket glesbefolkat, med 5 invånare per kvadratkilometer. Närmaste större samhälle är Alcántara, 5,6 km väster om Mata de Alcántara. Omgivningarna runt Mata de Alcántara är huvudsakligen savann.